# Stabkirche Røldal

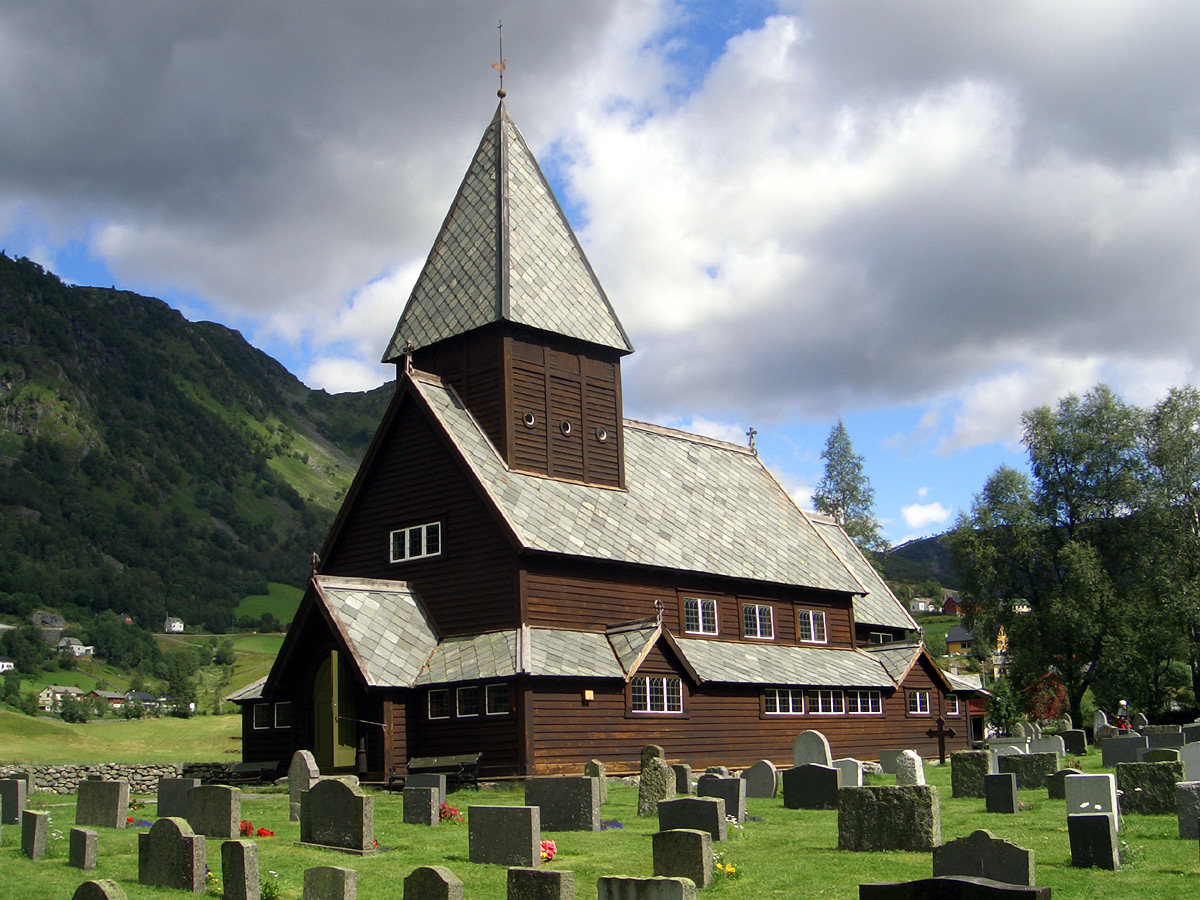
Stabkirche Røldal

Die Stabkirche Røldal ist eine Stabkirche in Norwegen. Sie steht in Røldal in der Kommune Ullensvang in der Provinz Vestland an der Europastraße 134. Die Kirche wurde um das Jahr 1250 gebaut; die erste schriftliche Erwähnung fand im Jahr 1462 statt.

## Geschichte

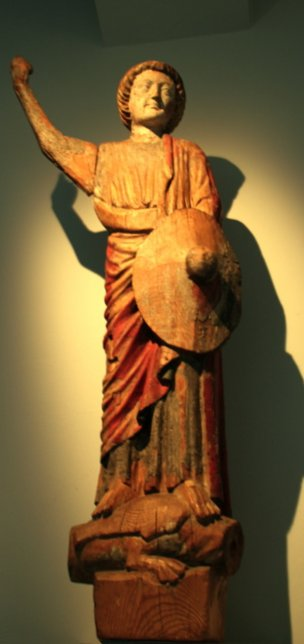
Erzengel Michael im Bergen Museum

### Ursprünglicher Bau
Die Kirche wurde ursprünglich als einschiffige Hallenkirche gebaut. Der Chor und das Schiff hatten die gleiche Breite. Ausgrabungen haben gezeigt, dass die tragenden Pfosten (Stäbe) direkt auf einem Steinfundament (mit Schwellen zwischen den Pfosten) standen. Diese wurden 1844 entdeckt, als die Kirche umgebaut wurde. Um die Kirche herum existierte ein so genannter Svalgang.

### Umbau 1844
1844 wurde die Kirche erweitert: Der Innenraum wurde erhöht und nach Westen ausgebaut.

### Restaurierung 1915 bis 1918
Im Zeitraum von 1915 bis 1918 wurde die Kirche unter dem Architekten Jens Z. Kielland umfassend restauriert. Die Wandvertäfelungen aus dem 18. Jahrhundert wurden entfernt und die Ausstattung (aus der Renaissance) restauriert. Es wurde auch ein neuer Svalgang um die Kirche gebaut.
Der Großteil der mittelalterlichen Konstruktion im Schiff und Chorraum samt den dazugehörigen Dächern konnte erhalten werden. Teile des Südportals sind ebenfalls noch original. In der Kirche befinden sich ein Kreuz aus dem 12. Jahrhundert, das Taufbecken ist aus Speckstein (wahrscheinlich aus dem 13. Jahrhundert).
Im Bergen Museum werden eine Reihe von Teilen der Kirche aufbewahrt (Konstruktion und Ausstattung). Dort befinden sich unter anderem die Altarbild und Holzfiguren Olavs des Heiligen (ca. 1250), der Muttergottes (ca. 1250) und des Erzengels Michael (ca. 1200).

### Heute
Die Kirche wird heute noch für Gottesdienste verwendet.

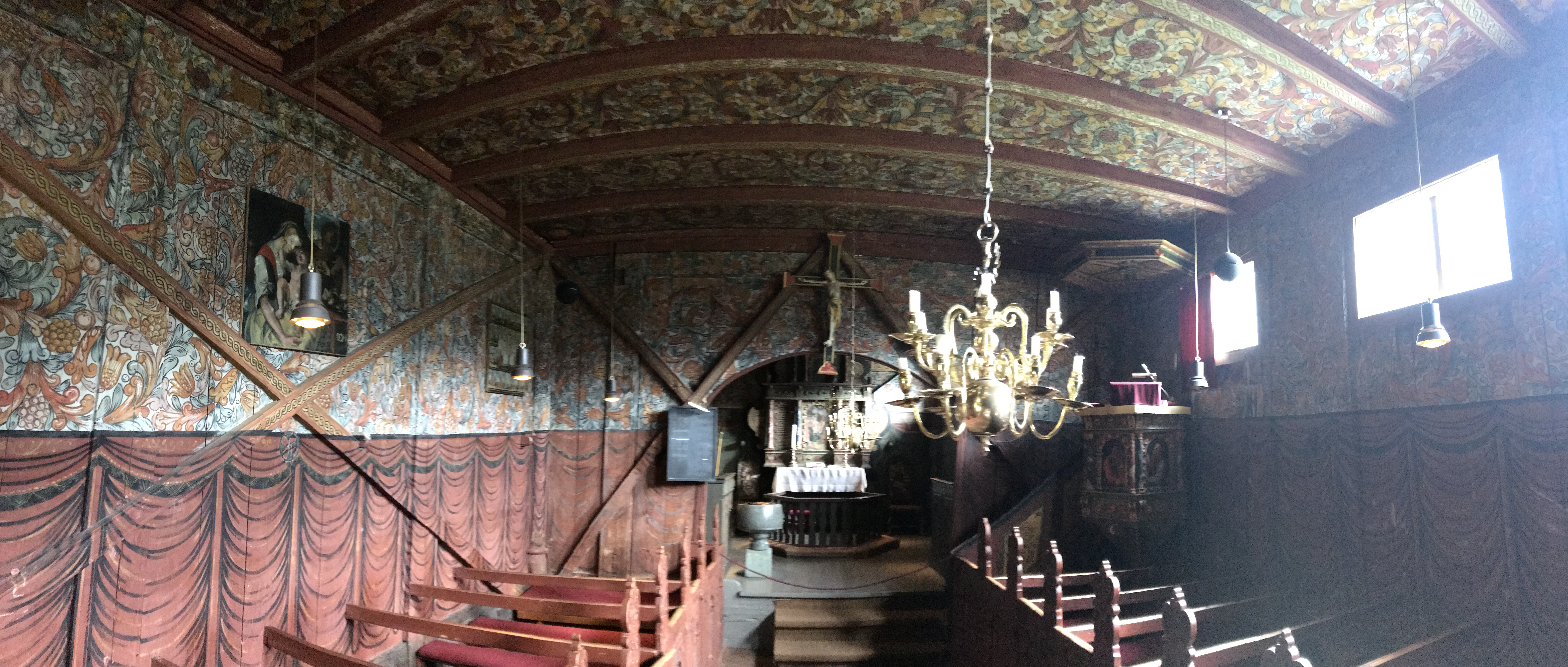
Stabkirche Roldal – Innenraum

## Wallfahrt
Von außen eher unscheinbar, finden sich im Inneren Rosenmalereien von Gottfried Hendtzschel und ein Kruzifix, dem Heilkräfte zugeschrieben wurden. Die Kirche war ab dem 13. Jahrhundert eine der bekanntesten Wallfahrtskirchen in Norwegen. Besonders zu Sankt Hans (Mittsommerfest, das in Norwegen in der Nacht auf den 24. Juni gefeiert wird) gab es einen großen Strom an Pilgern. An diesem Tag begann der Legende nach das Kruzifix zu schwitzen und löste dabei eine besonders starke, heilende Wirkung aus. Erst später stellte sich heraus, dass das Schwitzen durch die hohe Luftfeuchtigkeit der Atemluft der vielen anwesenden Pilger ausgelöst wurde.